# Stolpnice v Škofji Loki
So stolpnice, zgrajene v srednjeveškem mestu Škofja Loka. Stojijo v Podlubniku in na Partizanski cesti. Niso zelo visoke (20 do 50 m), vendar so zelo raznolike po barvah in namenih.

## Barvne stolpnice na Partizanski cesti (»stara Partizanska«)
So barvno raznolike in so stanovanjske stolpnice. Vsaka ima svojo barvo in cvet določene rože (le ena ga nima). Barve so oranžna, rdeča, rumena in temnooranžna; cvetovi pa so mak, nagelj in sončnica. Tista stolpnica, ki nima cveta (temnooranžna), ima še anteno, ki jo od preostalih barvnih stolpnic poviša za približno štiri metre. Vsaka ima tudi razgledno ploščad.

## Rdeče stolpnice (»nova Partizanska«)
So večinoma rdeče in sive, vendar so zanimivih oblik: na robovih so kvadratkaste. So stanovanjske zgradbe.

## Stolpnice Poslovnice
So edine visoke poslovne zgradbe v Škofji Loki. V njih so razne banke in trgovine. So sive. Imajo zanimivo postavo: na dveh spodnjih nadstropjih imajo oporo, nato začnejo kvadratkasto štrleti vodoravno. Le ena stolpnica ima oporo z nižjimi stavbami. Vsaka ima tudi anteno.                                                                                                                                            

## Stolpnice v Podlubniku
V Podlubniku je bilo konec sedemdesetih let dvajsetega stoletja zgrajenih enajst stanovanjskih stolpnic – devet je trinajst nadstropnih, dve pa sta devetnadstropni. So iste kot tiste na »novi Partizanski«.